# Lisa D. Cook
Pour les articles homonymes, voir Cook.
Lisa DeNell Cook est une économiste américaine née en 1964, membre du Conseil des gouverneurs de la Réserve fédérale depuis le 23 mai 2022. Elle est la première femme afro-américaine à siéger au conseil. Avant sa nomination par le président américain Joe Biden, elle a été élue au conseil d'administration de la Banque de la réserve fédérale de Chicago.  
Cook était auparavant professeure d'économie et de relations internationales à l'université d'État du Michigan et membre du comité exécutif de l'American Economic Association. Cette autorité, spécialisée en économie internationale (Cook s'intéressant particulièrement à l'économie russe), a conseillé les décideurs politiques de l'administration Obama ainsi que des gouvernements nigérian et rwandais. Les recherches menées par l'institution se situent à l'intersection de la macroéconomie et de l'histoire économique, avec des travaux récents sur l'histoire afro-américaine et l'économie de l'innovation auxquels Cook a participé,. Ses travaux portent notamment sur l'effet des inégalités raciales sur la croissance économique. Elle est considérée comme l'une des rares économistes afro-américaines de premier plan et a attiré l'attention du monde universitaire pour ses incitations à la formation des femmes afro-américaines et à leur inclusion dans le domaine de l'économie.  
Le 14 janvier 2022, elle fait partie des trois personnalités proposées par le président des États-Unis Joe Biden pour siéger au conseil des gouverneurs de la Réserve fédérale des États-Unis,. Elle est confirmée le 10 mai 2022 à cette fonction par un vote favorable du Sénat, devenant la première femme afro-américaine à siéger au conseil des gouverneurs de la Réserve fédérale des États-Unis. Elle entre en fonction le 23 mai 2022.

## Jeunesse et éducation
Lisa DeNell Cook naît en 1964. Elle est l'une des trois filles de Payton B. Cook, l'aumônier d'un hôpital baptiste et de Mary Murray Cook, une professeure en école d'infirmerie au Georgia College (en). Elle grandit à Milledgeville, en Géorgie. Enfant, elle participe aux mouvements de déségrégation des écoles en Géorgie et porte encore des cicatrices consécutives à une attaque de ségrégationnistes à la suite de son inscription dans une école autrefois blanche. Elle est la cousine du chimiste Percy L. Julian.
Elle obtient un Bachelor of Arts en physique et en philosophie (magna cum laude) au Spelman College (en) d'Atlanta en 1986, où elle obtient une bourse Harry S. Truman. Elle poursuit ses études au St Hilda's College d'Oxford en tant que première bénéficiaire de la Marshall Scholarship en provenance du Spelman College, puis obtient un autre Bachelor of Arts en philosophie, politique et économie en 1988. Elle suit ensuite des cours en vue d'obtenir une maîtrise en philosophie à l'université Cheikh-Anta-Diop de Dakar au Sénégal. Après avoir gravi pendant plusieurs jours le Kilimandjaro avec un économiste, Cook envisage sérieusement de poursuivre ses études en faisant un doctorat en économie,. Elle se retrouve temporairement en fauteuil roulant après avoir vécu un accident de la route à son entrée dans les études supérieures. Cook obtient un doctorat en économie à l'université de Californie à Berkeley en 1997, avec une thèse dirigée par Barry Eichengreen et David Romer. Cette dernière portait sur le sous-développement du système bancaire dans la Russie tsariste et post-soviétique.

## Carrière
Cook est professeure invitée de la John F. Kennedy School of Government de l'université Harvard et de la Harvard Business School de 1997 à 2002, où elle est directrice adjointe du pôle de recherche sur l'Afrique au Center for International Development. De 2000 à 2001, elle est la conseillère principale en finance et développement au Département du Trésor américain en tant que membre du comité de relations internationales du Council on Foreign Relations. Elle est National Fellow et Research Fellow à la Hoover Institution de l'université Stanford de 2002 à 2005. Cook a conseillé le gouvernement nigérian sur ses réformes bancaires en 2005, et le gouvernement du Rwanda sur le développement économique. En 2005, Cook a rejoint l'université d'État du Michigan en tant que professeure adjointe, devenant professeure associée titulaire en 2013. Elle a été l'une des principales économistes au sein du Council of Economic Advisers de l'administration Obama d'août 2011 à août 2012.
Au début de sa carrière, les recherches de Cook se sont concentrées sur l'économie internationale, en particulier sur l'économie russe. Plus tard, elle a élargi son champ de recherche pour passer de la croissance économique à l'histoire économique des Afro-Américains. Ses recherches suggèrent que la violence contre les Afro-Américains permises par les lois Jim Crow a empêché de nombreuses personnes de déposer des brevets d'invention,. Avec d'autres économistes, elle a créé une base de données sur le lynchage aux États-Unis sur une longue période.
Depuis 2016, elle dirige le programme estival de l'American Economic Association destiné aux étudiants issus de minorités sous-représentées. Elle devient membre du comité exécutif de l'American Economic Association en 2019.
En novembre 2020, Cook est nommée membre bénévole de l'équipe d'examen de transition présidentielle de Joe Biden afin de faciliter le travail de la Réserve fédérale.

### Nomination à la réserve fédérale
En 2021, le sénateur Sherrod Brown aurait poussé l’administration Biden à nommer Cook pour siéger au Conseil des gouverneurs de la Réserve fédérale. Le président Biden nomme officiellement Cook membre du Conseil des gouverneurs le 14 janvier 2022. Elle est la première femme afro-américaine à entrer au conseil.
Des audiences ont lieu quant à la nomination de Cook devant le comité sénatorial des banques le 3 février 2022. Le 16 mars suivant, le comité se retrouve dans l'impasse sur la nomination de Cook lors d'un vote de parti, forçant l'ensemble du Sénat à décider de retirer sa nomination du comité,. Le 29 mars, le Sénat rejette l'avis du comité sénatorial des banques à 50 voix pour, 49 contre. Le 26 avril, le Sénat tente de faire annuler définitivement sa nomination, mais cela est refusé par 47 voix pour, 51 contre, car les sénateurs Chris Murphy et Ron Wyden sont absents pour cause de Covid-19. Aucun sénateur républicain ne vote pour elle, la qualifiant de non qualifiée et d'extrémiste de gauche,. Le 10 mai, le Sénat confirme finalement sa nomination par 51 voix pour, 50 contre, le vote de la vice-présidente Kamala Harris permettant de faire pencher le vote en faveur de Cook, bien que sa nomination ait été en un premier temps refusée à 50 voix contre et 49 pour.
En mai 2023, le président Biden nomme Lisa Cook pour un mandat complet de 14 ans. Sa nomination est confirmée par le Sénat le 6 septembre 2023 par 51 voix pour et 47 contre.

## Principales publications
- Lisa D. Cook, "Three essays on internal and external credit markets in post-Soviet and tsarist Russia", thèse, Université de Californie à Berkeley, 1997[14].
- Lisa D. Cook, "Trade credit and bank finance: Financing small firms in Russia." Journal of Business Venturing, vol. 14, n°5-6, pp. 493-518, septembre-novembre 1999[28].
- Lisa D. Cook et Jeffrey Sachs, "Regional public goods in international assistance", Global Public Goods: International Cooperation in the 21st Century, Inge Kaul (ed), Isabelle Grunberg (ed) et Marc Stern (ed), pp. 436-449, 29 juillet 1999[29].
- Laura N. Beny et Lisa D. Cook, "Metals or management? Explaining Africa's recent economic growth performance", American Economic Review, vol. 99, n°2, pp. 268-74, 2009[30].
- Lisa D. Cook et Chaleampong Kongcharoen, "The idea gap in pink and black", NBER Working Paper n°16331, National Bureau of Economic Research, 58 p., septembre 2010[31].
- Lisa D. Cook, "Violence and economic activity: evidence from African American patents, 1870–1940." Journal of Economic Growth, vol. 19, n°2, pp. 221-257, juin 2014[32].
- Lisa D. Cook, Trevon D. Logan et John M. Parman, "Distinctively black names in the American past", Explorations in Economic History, vol. 53, pp. 64-82, juillet 2014[33].